# La felicità per principianti
La felicità per principianti (Happiness for Beginners) è un film del 2023 diretto da Vicky Wight.
È tratto dal romanzo omonimo di Katherine Center.

## Trama
Un anno dopo il suo divorzio, Helen decide di iscriversi ad un corso di sopravvivenza in mezzo alla natura. Grazie a questa esperienza scopre che bisogna perdersi per ritrovare se stessi.

## Distribuzione
Il film è stato distribuito sulla piattaforma Netflix a partire dal 27 luglio 2023.